# Celaena sachaliensis
Celaena sachaliensis är en fjärilsart som beskrevs av Matsumura 1925. Celaena sachaliensis ingår i släktet Celaena och familjen nattflyn. Inga underarter finns listade i Catalogue of Life.